# パリに見出されたピアニスト
『パリに見出されたピアニスト』（パリにみいだされたピアニスト、Au bout des doigts）は2018年のフランス・ベルギーの青春音楽映画。
監督はルドヴィク・バーナード、出演はジュール・ベンシェトリとランベール・ウィルソンなど。
パリ郊外の団地で暮らす不良青年と、彼のピアノの才能を見い出し、一流の演奏家に育てようとする大人たちによる葛藤劇を、数々の名曲とともに描いている。
原題の Au bout des doigts は「この指で未来を拓く」といった意味。

## ストーリー
パリ郊外の荒廃した地区で生まれ育った不良少年マチューは、幼い頃に同じ団地に住む老人からピアノの手ほどきを受け、老人が亡くなった後も、遺されたピアノで独自に腕を磨いていた。ある日、駅に置かれたピアノをマチューが弾いているのを、パリ国立高等音楽院のディレクターであるピエールが偶然に耳にする。マチューの類い稀な才能に魅了されたピエールはマチューに連絡先を渡すが、マチューは興味を示さない。その後、仲間と盗みを働いて逮捕されたマチューは実刑を免れる代わりに音楽院での清掃奉仕を命じられる。これはピエールの差し金で、マチューに正式なレッスンを受けさせるためのものであった。あくまで奉仕活動としてレッスンを受けることを渋々受け入れたマチューだったが、「女伯爵」との異名を持つ厳格な女性教師によるレッスンに反発し、全てを投げ出そうとする。しかし、音楽院のチェロの女子学生であるアンナと知り合い、互いに惹かれ合ううちに、マチューは本気でピアノを学ぶようになる。そんなマチューをピエールは、自らの進退を賭け、周囲の反対を押し切って学院の代表としてコンクールに出場させることを決める。厳しいレッスンで腱鞘炎になるトラブルもあったが、マチューは何とか乗り切り、あとはコンクール当日を待つだけとなる。しかし、そんなマチューにピエールの妻マティルドは、ピエールはマチューに亡くなった息子の姿を重ねているだけなので、恥をかく前に諦めるように告げる。ショックを受けたマチューはピエールたちの前から姿を消し、実家に戻る。
コンクールの当日、ピエールはマチューが来ることを固く信じて待っていた。その頃、マチューは幼い弟が事故に遭ったために病院にいた。しかし、これまでマチューがピアノにのめり込むことに良い感情を持っていなかった母親から強く背中を押され、マチューはギリギリのところでコンクールに間に合い、見事な演奏を披露して大喝采を浴びる。
それから半年後、マチューはピエールや女伯爵が見守る中、ニューヨークのステージに立つ。オーケストラのチェロの中にはアンナもいた。最初の音を弾こうと振り上げるマチューの手に、「この指で未来を拓く」というタイトルがかぶる。

## キャスト
※括弧内は日本語吹替声優。
- マチュー・マリンスキー: ジュール・ベンシェトリ（酒井広大） - 不良少年。天才ピアニスト。
- ピエール・ゲイトナー: ランベール・ウィルソン（家中宏） - パリ国立高等音楽院のディレクター。
- 女伯爵: クリスティン・スコット・トーマス（田中敦子） - 厳格なピアノ教師。
- アンナ: カリジャ・トゥーレ（フランス語版） - 音楽院のチェロの女子学生。音楽一家に生まれ育つ。
- マティルド・ゲイトナー: エルザ・ルポワーヴル（フランス語版） - ピエールの妻。
- アンドレ・ロシジャック: アンドレ・マルコン（フランス語版） - 音楽院の学長。
- ムッシュー・ジャック: ミシェル・ジョナス（フランス語版） - マチューにピアノの手ほどきをした老人。
- クリスタ・マリンスキー: ヴァネッサ・ダヴィッド（フランス語版） - マチューの母親。シングルマザー。

## 作品の評価

### 映画批評家によるレビュー
Rotten Tomatoesによれば、6件の評論のうち、50%にあたる3件が高く評価しており、平均して10点満点中5点を得ている。
アロシネによれば、フランスの6つのメディアによる評価の平均点は5点満点中3.0点である。

### 受賞歴
主演のジュール・ベンシェトリが第44回セザール賞の有望男優賞の候補に挙がったが、最終ノミネートには至らなかった。